# Himachal Pradesh
Himachal Pradesh (hindi: हिमाचल प्रदेश) je država u SZ Indiji.
Distrikti:
- Bilaspur
- Chamba
- Hamirpur
- Kangra
- Kinnaur
- Kullu
- Lahual Spiti
- Mandi
- Shimla
- Sirmaur
- Solan
- Una